# حارة عيشة كرامة (التواهي)
حارة عيشة كرامة هي إحدى حارات حي النجمة الحمراء الواقع بمديرية التواهي التابعة لمحافظة عدن، بلغ تعداد سكانها 2673 نسمة حسب تعداد اليمن لعام 2004.